# Ван Стенис, Хендрик
Хендрик Ян ван Стенис или Хенк ван Стенис (нидерл. Hendrik Jan van Steenis, Henk van Steenis, 6 марта 1908, Утрехт — 6 февраля 1965) — голландский архитектор, политик, шахматист и шахматный функционер.

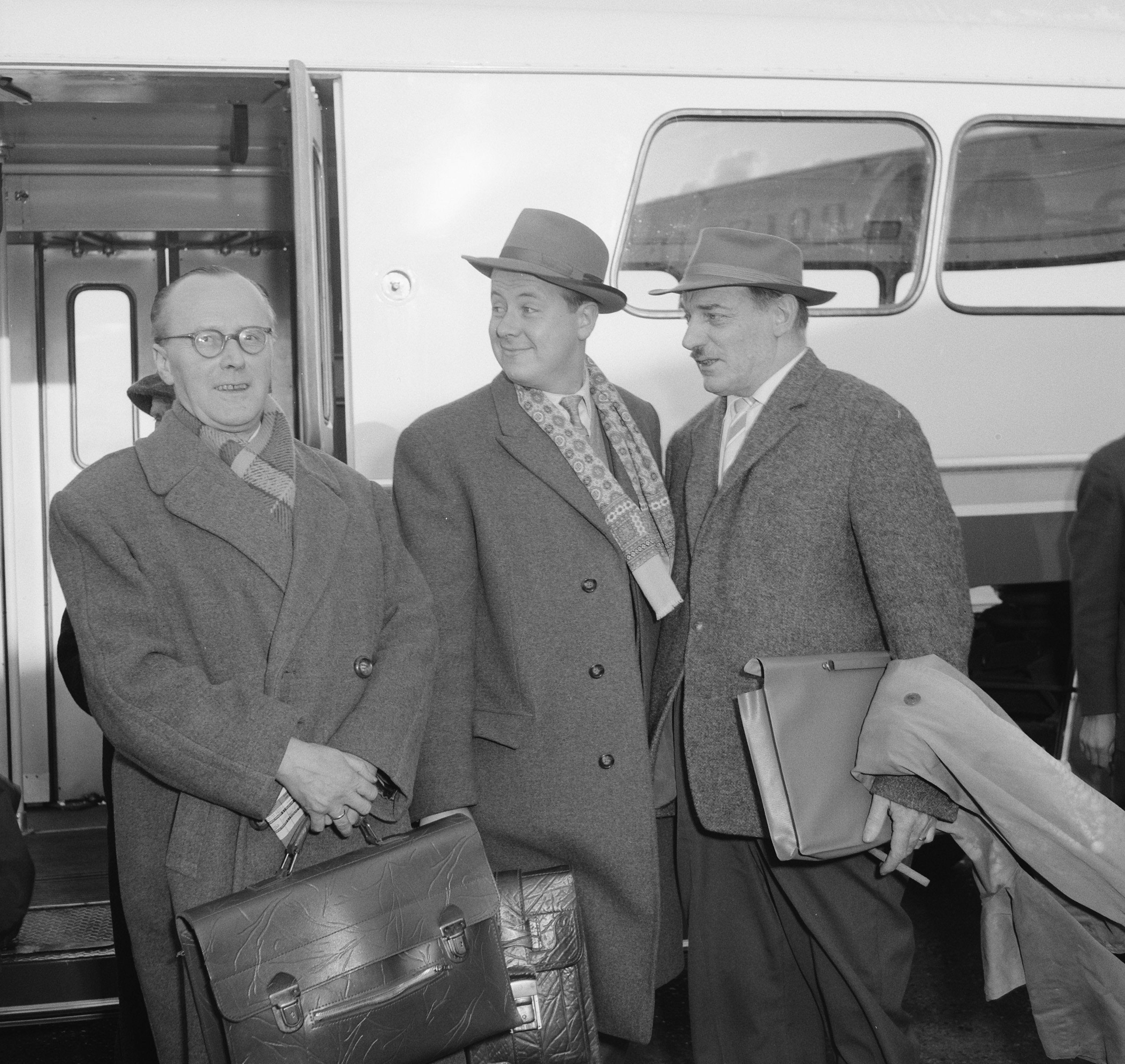
18 ноября 1960 г. В. Ульман (в центре) и Х. ван Стенис (справа) в аэропорту Схипхол

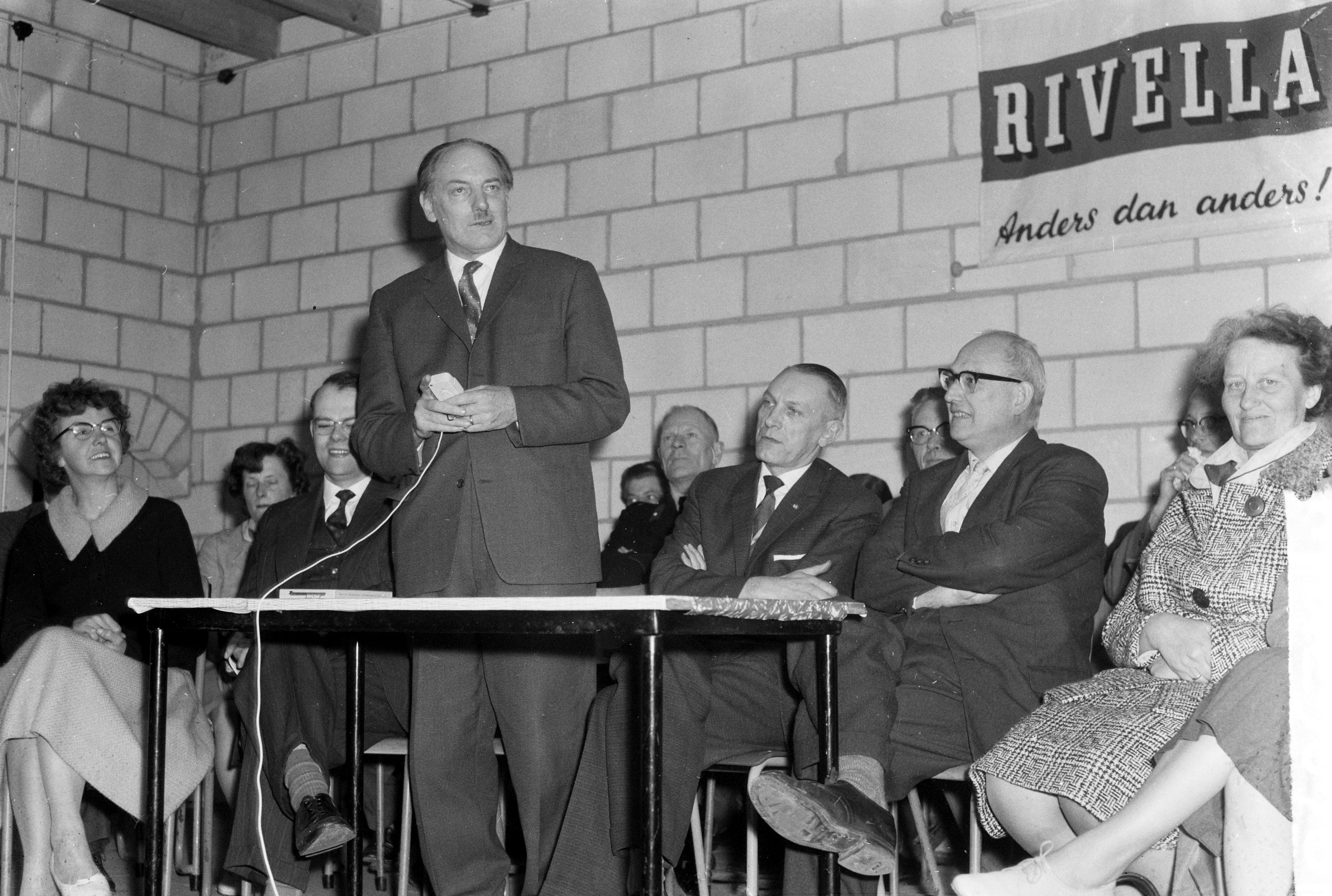
5 апреля 1961 г. Х. ван Стенис выступает на открытии молодежного турнира в Двингело

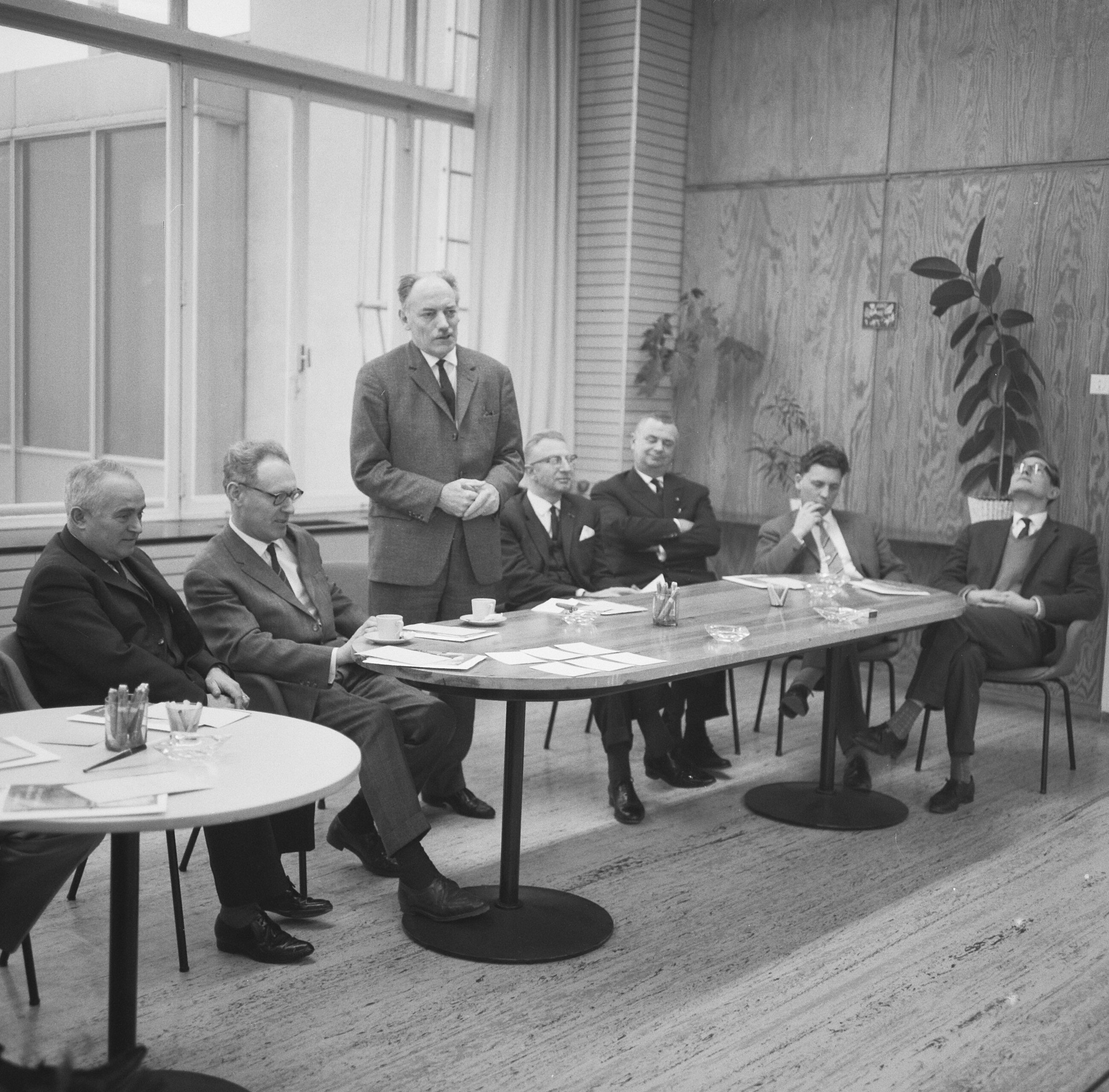
11 декабря 1963 г. Амстердам. Х. ван Стенис стоит в центре. Сидят (слева направо): С. М. Флор, М. М. Ботвинник, Г. ван хет Хулл, NN, Х. Бауместер и Ф. Кёйперс

## Биография[1]
Родился в семье учителя Яна ван Стениса (1856—1910) и его жены Янниге Спиринг (1865—1949).
Окончил Делфтский технический университет по специальности гражданское строительство. Работал инженером-строителем в Делфте, Леувардене, Нёвер-Амстеле и Утрехте. Преподавал в одном из техникумов Утрехта.
После окончания Второй Мировой войны основал инженерную компанию «Van Steenis».
Был членом городского совета Утрехта.
В 1955 г. создал политическое движение «Daklozenberaad» («Союз бездомных»). В 1957 г. это объединение стало основой для вновь образованной Пацифистской социалистической партии Нидерландов. С января 1957 по май 1959 гг. ван Стенис был председателем партии, затем в течение трех лет занимал пост заместителя председателя.

## Шахматная деятельность
Был членом Утрехтского шахматного клуба. В послевоенные годы был председателем клуба.
В 1948—1957 и 1959—1965 гг. занимал пост президента Нидерландского шахматного союза.
Участник нескольких чемпионатов Нидерландов.
В составе сборной Нидерландов участник шахматной олимпиады 1956 г., Кубка Клары Бенедикт 1959 г., ряда международных матчей.
Трехкратный победитель мемориалов Нотебома (1941, 1942 и 1947 гг.).
Победитель международного турнира в Детмольде (1951 г.).
В 1936 г. сыграл небольшой матч с Р. Шпильманом. 4-я партия матча имела теоретическое значение. Позже чемпион мира М. М. Ботвинник писал, что во время подготовки к первому матчу с В. В. Смысловым начал разработку нового плана игры в славянской защите со знакомства с этой партией.

## Спортивные результаты
| Год  | Город     | Соревнование                                                     | + | − | = | Результат | Место |
| ---- | --------- | ---------------------------------------------------------------- | - | - | - | --------- | ----- |
| 1936 | Утрехт    | Матч с Р. Шпильманом                                             | 0 | 3 | 1 | ½ : 3½    |       |
| 1939 | Амстердам | Чемпионат Нидерландов                                            |   |   |   |           | [ 4 ] |
| 1940 | Бевервейк | Международный турнир                                             |   |   |   |           | [ 5 ] |
| 1941 | Лейден    | Мемориал Д. Нотебома                                             |   |   |   |           | 1     |
| 1942 | Лейден    | Мемориал Д. Нотебома                                             |   |   |   |           | 1     |
|      | Леуварден | Чемпионат Нидерландов                                            |   |   |   |           | [ 6 ] |
| 1946 | Бевервейк | Международный турнир                                             | 3 | 4 | 2 | 4 из 9    | 5—7   |
| 1947 | Лейден    | Мемориал Д. Нотебома                                             |   |   |   |           | 1     |
|      | Баарн     | Международный турнир                                             |   |   |   |           |       |
|      | Гаага     | Матч Нидерланды — Чехословакия (против Ф. Зиты)                  | 0 | 1 | 1 | ½ из 2    |       |
| 1948 | Бевервейк | Международный турнир                                             |   |   |   |           | [ 8 ] |
|      | Лондон    | Матч Англия — Нидерланды (против Ф. Китто)                       | 1 | 0 | 1 | 1½ из 2   |       |
| 1949 | Прага     | Матч Чехословакия — Нидерланды (против Ф. Зиты)                  | 0 | 0 | 2 | 1 из 2    |       |
|      | Будапешт  | Матч Венгрия — Нидерланды (против Д. Силадьи)                    | 1 | 1 | 0 | 1 из 2    |       |
|      | Белград   | Матч Югославия — Нидерланды (8-я доска, против Б. Костича)       | 1 | 1 | 0 | 1 из 2    |       |
|      |           | Матч Нидерланды — Англия (7-я доска, против Ш. Фазекаша)         | 0 | 2 | 0 | 0 из 2    |       |
| 1950 | Утрехт    | Матч Нидерланды — Югославия (10-я доска, против С. Недельковича) | 0 | 1 | 1 | ½ из 2    |       |
| 1951 | Детмольд  | Международный турнир                                             | 5 | 1 | 1 | 5½ из 7   | 1—3   |
| 1952 | Энсхеде   | Чемпионат Нидерландов                                            | 0 | 5 | 5 | 2½ из 10  | 10—11 |
| 1956 | Москва    | XII Олимпиада (сборная Нидерландов, запасной)                    | 1 | 1 | 2 | 2 из 4    |       |
| 1959 | Лугано    | Кубок Клары Бенедикт (сборная Нидерландов, ?-я доска)            | 0 | 4 | 1 | ½ из 5    |       |
| 1963 | Бевервейк | Международный турнир (турнир С)                                  | 1 | 4 | 4 | 3 из 9    | 9     |

## Книги
- H.J. van Steenis, H.J. Lankhorst en P. Schut: Nieuwe wegen! (Naar vrede, vrijheid en gerechtigheid). Amsterdam, 1957. (Новые дороги! (К миру, свободе и справедливости))
- H.J. van Steenis: Schaken. Amsterdam, Duwaer, 1957. (Шахматы)
- W. Schermerhorn en H.J. van Steenis: Leerboek der landmeetkunde voor het middelbaar en hoger technisch onderwijs en voor de praktijk. Amsterdam, 1941. (Учебник геодезии для среднего и высшего технического образования и для практики)